# Brooke Bloom
Pour les articles homonymes, voir Bloom.
Brooke Bloom est une actrice américaine.

## Filmographie

### Au cinéma
- 2000 : Coup de foudre pour toujours
- 2007 : Jake's Closet
- 2007 : Les Frères Solomon (The Brothers Solomon)
- 2008 : Le Fantôme de mon ex-fiancée
- 2009 : Ce que pensent les hommes de Ken Kwapis
- 2010 : Gabi on the Roof in July (en)
- 2011 : Extrêmement fort et incroyablement près de Stephen Daldry
- 2013 : Swim Little Fish Swim de Lola Bessis et Ruben Amar
- 2019 : Marriage Story de Noah Baumbach
- 2020 : Minyan d'Eric Steel

### À la télévision
- 1999 : Wasteland (série télévisée)
- 1999 : Chicago Hope : La Vie à tout prix (série télévisée)
- 1999 : Popular (série télévisée)
- 1999 : Urgences (série télévisée)
- 1999 : Felicity (série télévisée)
- 1999 : Buffy contre les vampires (série télévisée)
- 2000 : City of Angels (série télévisée)
- 2003 : Cold Case : Affaires classées (série télévisée)
- 2003 : JAG (série télévisée)
- 2004 : New York Police Blues (série télévisée)
- 2004 : Jack et Bobby (série télévisée)
- 2004 : Everwood (série télévisée)
- 2004 : FBI : Portés disparus (série télévisée)
- 2006 : Dernier recours (série télévisée)
- 2007 : Pour le meilleur et le pire (série télévisée)
- 2009 : New York, police judiciaire (Law and Order) (saison 19, épisode 10) : Molly Lasky
- 2009 : Les Experts : Miami (série télévisée)
- 2010 : US Marshals : Protection de témoins (In Plain Sight) (série télévisée)
- 2010 : This Little Piggy (téléfilm)
- 2013 : Person of Interest (série télévisée)
- 2015 : New York, unité spéciale (saison 16, épisode 22) : Dana Farhidi
- 2017 : Gypsy (série télévisée)
- 2019 : Evil (série télévisée)(3 épisodes)
- 2021 : I Know What You Did Last Summer (série télévisée)
- 2022 : New York, unité spéciale (saison 24, épisode 6) : Maggie D'Angelo